# The Ballad of Kenneth Parcell
"The Ballad of Kenneth Parcell" é o quarto episódio da sexta temporada da série de televisão de comédia de situação norte-americana 30 Rock, e o 107.° da série em geral. Os produtores executivos Matt Hubbard e Jeff Richmond foram os respectivos responsáveis pelo guião e realização. A sua transmissão original nos Estados Unidos ocorreu na noite de 26 de Janeiro de 2012 através da rede de televisão National Broadcasting Company (NBC). Por entre os artistas convidados estão inclusos Ken Howard, Sue Galloway, e Violet Krumbein. Os actores Andy Samberg, Emma Stone e Nick Cannon interpretaram versões fictícias de si mesmos como membros do elenco do filme Martin Luther King Day, enquanto imagens de arquivo de Amy Adams, Kristen Bell, Hugh Grant, John Krasinski, Liam Neeson, Vince Vaughn, Matthew McConaughey, Ian McKellan, e Lynndie England foram exibidas.
No episódio, Liz Lemon (interpretada por Tina Fey) e Jenna Maroney (Jane Krakowski) brigam como resultado de um comportamento egoísta da última no seu papel de membro do painel de jurados do programa de televisão America's Kidz Got Singing. Entretanto, Jack Donaghy (Alec Baldwin) elimina o programa de estagiários da NBC de modo a impressionar o seu chefe Hank Hooper (Howard), no entanto, as consequências deste acto acabam por sair pela culatra. Não obstante, Tracy Jordan (Tracy Morgan) encontra-se a contemplar a sua própria mortalidade após um mal-entendido causar com que não receba presentes de aniversário.
Em geral, embora não universalmente, "The Ballad of Kenneth Parcell" foi recebido com opiniões positivas pelos críticos especialistas em televisão do horário nobre, que elogiaram o trailer de Martin Luther King Day assim como o desempenho de Krakowski, considerado a melhor parte do episódio. Todavia, houve analistas de televisão que acharam as piadas poucas e fracas, com críticas sendo direccionadas à paródia de Sex and the City. De acordo com os dados publicados pelo sistema de mediação de audiências Nielsen Ratings, "The Ballad of Kenneth Parcell" foi assistido por 3,98 milhões de telespectadores ao longo da sua transmissão original norte-americana, e foi-lhe atribuída a classificação de 1,9 e cinco de share no perfil demográfico dos telespectadores entre os dezoito aos 49 anos de idade.

## Produção e desenvolvimento
"The Ballad of Kenneth Parcell" é o quarto episódio da sexta temporada de 30 Rock. Teve o seu argumento escrito por Matt Hubbard e foi realizado por Jeff Richmond, sonoplasta e esposo de Tina Fey, criadora da série. Ambos Hubbard e Matthew são produtores executivos no programa, e esta foi a 14.ª vez que Hubbard recebeu crédito pelo argumento de um episódio da série, assim como a terceira que Richmond assumiu a realização de um episódio. A cena na qual é atirado um balde de tinta vermelha à Liz foi filmada no Upper West Side em Nova Iorque a 5 de Outubro de 2011. Embora o seu nome tenha sido listado na sequência de créditos de abertura, Scott Adsit não desempenhou a sua personagem Pete Hornberger em "The Ballad of Kenneth Parcell."
Rachel Dratch, parceira de longa data e companheira de comédia de Fey no SNL, foi originalmente escolhida para interpretar a personagem Jenna Maroney. Dratch interpretou o papel no episódio piloto original do seriado, nunca transmitido na televisão. No entanto, em Agosto de 2006, foi anunciado que a actriz Jane Krakowski iria substituir Dratch neste papel, com esta última interpretando várias personagens diferentes ao longo da série. Segundo Fey, Dratch era "melhor adaptada para interpretar uma variedade de personagens secundárias excêntricas," e o papel de Jenna era para ser desempenhado em "linha recta." "Ambos Tina e eu obviamente adoramos Rachel, e nós queríamos encontrar uma maneira na qual pudéssemos explorar a sua força," afirmou o produtor Lorne Michaels em entrevista à revista Variety. Em "The Ballad of Kenneth Parcell," sua 16.ª participação em 30 Rock, Dratch deu voz à máquina Not Kenneth, mas não recebeu crédito pela participação.
Andy Samberg participou do episódio interpretando um membro do elenco do filme Martin Luther King Day (MLK Day), do director de Valentine's Day (2010) e New Year's Eve (2011), Garry Marshall. Tal como Dratch, Samberg também já foi integrante do elenco do SNL, programa no qual Tina Fey — criadora, produtora executiva e actriz principal de 30 Rock — foi argumentista-chefe entre 1999 e 2006. Vários outros membros do elenco do SNL já fizeram uma participação em 30 Rock. Eles são: Fred Armisen, Chris Parnell, Kristen Wiig, Will Ferrell, Jimmy Fallon, Amy Poehler, Julia Louis-Dreyfus, Bill Hader, Jason Sudeikis, Tim Meadows, Molly Shannon, Siobhan Fallon Hogan, Gilbert Gottfried, Bobby Moynihan, Will Forte, Jan Hooks, Horatio Sanz, e Rob Riggle. Ambos Fey e Tracy Morgan fizeram parte do elenco principal do SNL, com Fey sendo ainda a apresentadora do segmento Weekend Update. Outros membros da equipa de 30 Rock que trabalharam em SNL são John Lutz, argumentista entre 2003 a 2010, e Steve Higgins, argumentista e produtor do SNL desde 1995. O actor Alec Baldwin apresentou o SNL por dezassete vezes, o maior número de episódios por qualquer personalidade.
MLK Day é também estrelado por Emma Stone, Nick Cannon, Liam Neeson, Amy Adams, Hugh Grant, Vince Vaughn, John Krasinski, Kristen Bell, e Jenna Maroney. Outros membros do elenco incluem Matthew McConaughey, Ian McKellen, Lynndie England, Plinko do The Price Is Right, Homem de Tubo Insuflável, os Nordiques de Québec de 1995, R2-D2, o atendente de bordo que enloqueceu, e Mankind. Apenas os três primeiros actores supramencionados é que realmente gravaram cenas para este episódio". Para os restantes quinze, foram compiladas e transmitidas imagens suas em filmes e séries de televisão nas quais participaram no passado.
O actor e comediante Judah Friedlander, intérprete da personagem Frank Rossitano em 30 Rock, é conhecido pelos seus bonés de camioneiro de marca registada que usa dentro e fora da personagem Frank. Os chapéus normalmente apresentam palavras ou frases curtas estampadas neles. Friedlander afirmou que ele próprio é quem faz os acessórios. Revelou também que "alguns deles são brincadeiras íntimas, e alguns são simplesmente piadas." A ideia veio do persona de Friedlander nas suas apresentações de comédia stand-up, nas quais os objectos de adorno estão todos estampados com a escrita "campeão mundial" em línguas e aparências diferentes. Em "The Ballad of Kenneth Parcell", Frank usa um boné que lê "Partial Foods."

### Análises da crítica

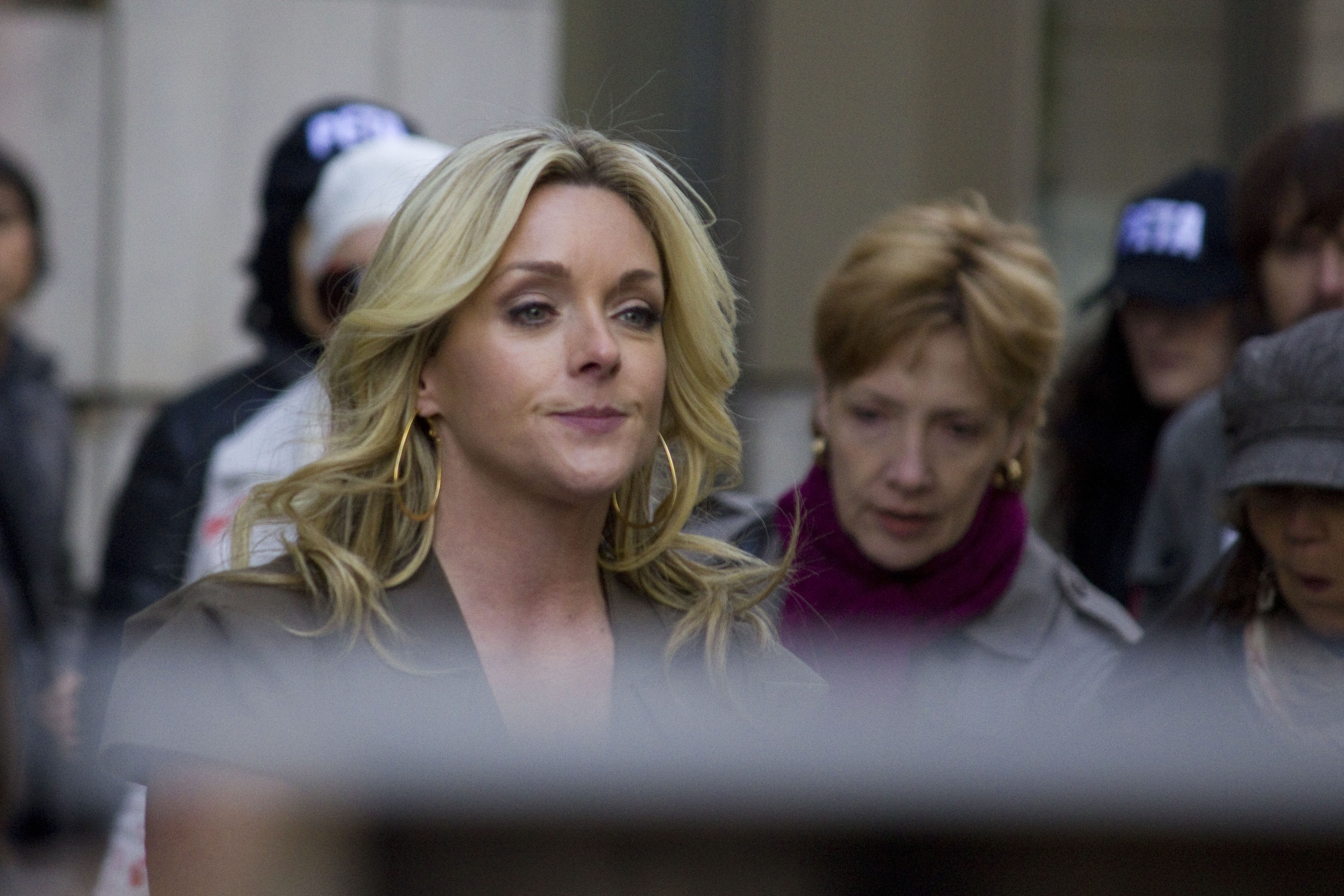
Jane Krakowski em Manhattan a filmar uma cena para "The Ballad of Kenneth Parcell" em Outubro de 2011. O seu desempenho foi universalmente aclamado pelos críticos de televisão e considerado o melhor aspecto do episódio.

## Enredo
A fama de Jenna, consequência do seu emprego no America's Kidz Got Singing e do seu papel no filme festivo Martin Luther King Day, sobe-lhe à cabeça. Num almoço com Liz Lemon (Tina Fey) em um restaurante do Upper West Side, elas são incomodadas por paparazzi. Então, Jenna convence Liz a fazer-se passar por ela para afugentá-los, enquanto Jenna sai do restaurante pela porta dos fundos. Porém, um protestante da Pessoas Pelo Tratamento Ético dos Animais atira um balde de tinta vermelha à Liz na saída do restaurante, e ela apercebe-se que Jenna usou-a como chamariz para evitar o ataque a si. Elas discutem e decidem procurar novas melhores amigas. Jenna começa a andar com os seus amigos famosos de classe-D: Charlie (David Baker) do Charlie Bit My Finger, Knob Kardashian (Violet Krumbein), e Mankind (Mick Foley). Liz encontra a sua doppelgänger e futura melhor amiga Amy (Julie Dretzin) na casa-de-banho do Barnes & Noble após ser aconselhada por quatro moças sentadas a beber num bar. Após Jenna descobrir que os seus amigos são tão egoístas quanto ela e não lhe prestam atenção alguma, bem como Liz também descobrir que tem demasiadas coisas em comum com Amy, as duas reatam e voltam a ser melhores amigas.
Entretanto, Jack Donaghy (Alec Baldwin) elimina o programa de estagiários da NBC para impressionar o seu chefe Hank Hooper (Ken Howard), que acha que para poupar dinheiro, todas as tarefas dos estagiários pode ser simplesmente desempenhadas por uma máquina electrónica baptizada como Not Kenneth. No entanto, o plano de Jack acaba saindo pela culatra quando um presente de "negócianiversário" de um ano para Hank é acidentalmente enviado para o estúdio do TGS após Jack ter instruído Not Kenneth para que o mandasse ao sexto piso ao invés do sexagésimo. Ao descobrir isto, e após ser fortemente gozado pela equipa do TGS, o executivo apercebe-se que afinal precisa de Kenneth Parcell (Jack McBrayer) e dos outros estagiários para poder culpá-los pelos seus próprios erros. Este acto acaba por deixar Hank impressionado.
Finalmente, após um mal-entendido, Tracy Jordan (Tracy Morgan) descobre que não irá receber presentes no seu aniversário. Porém, quando os amigos Grizz Griswold (Grizz Chapman) e Dot Com Slattery (Kevin Brown) explicam que ele já tem tudo o que poderia desejar receber, inclusive os ossos de Kareem Abdul-Jabbar, Tracy começa a contemplar a sua própria mortalidade e, consequentemente, acredita que embora tenha três filhos e uma esposa, não tem nada por que viver, como tem tudo o que já desejou ter. Para o animar, Dot Com compra uma parte da pastelaria que Tracy adorava quando era criança. Após isto, o astro admite que fez tudo isso para que Grizz e Dot Com se sentissem mal por terem cometido um erro de escrita nos convites da festa de aniversário. Então, os dois compram vários presentes para Tracy, e à medida que este abre cada um deles, vai deitando-os fora pois já os tem.
Durante a exibição dos créditos finais, o músico Steve Earle canta "The Ballad of Kenneth Parcell," uma canção composta por si como uma homenagem a Kenneth.

## Referências culturais

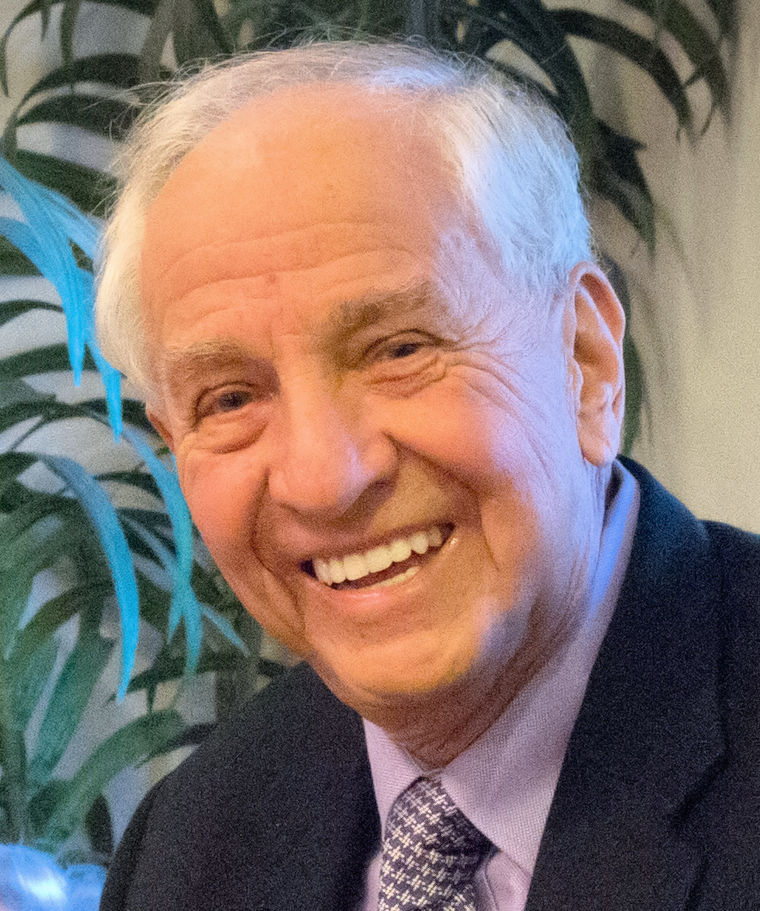
Martin Luther King Day é uma sátira de filmes festivos realizados por Garry Marshall.